# Ortholux

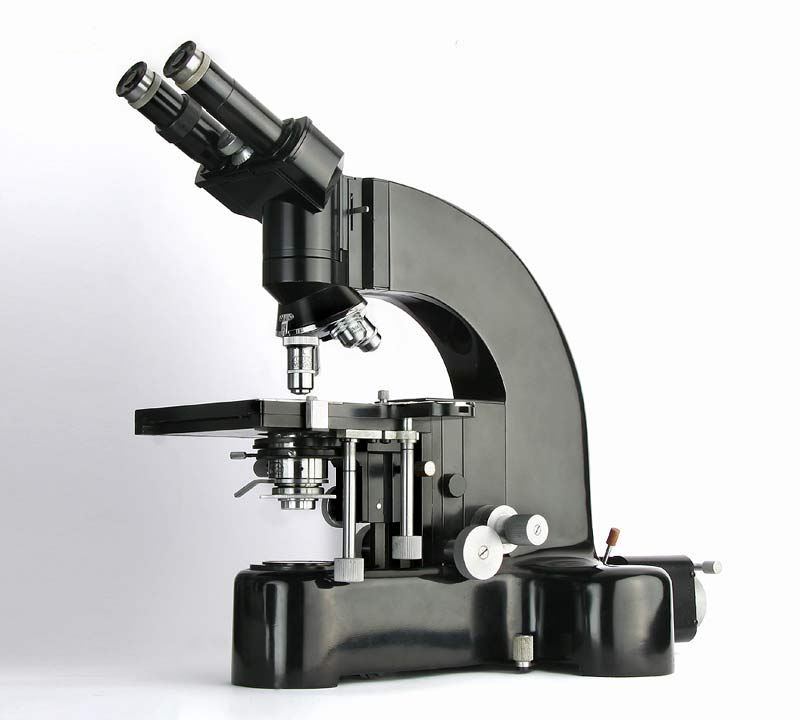
Ortholux 1

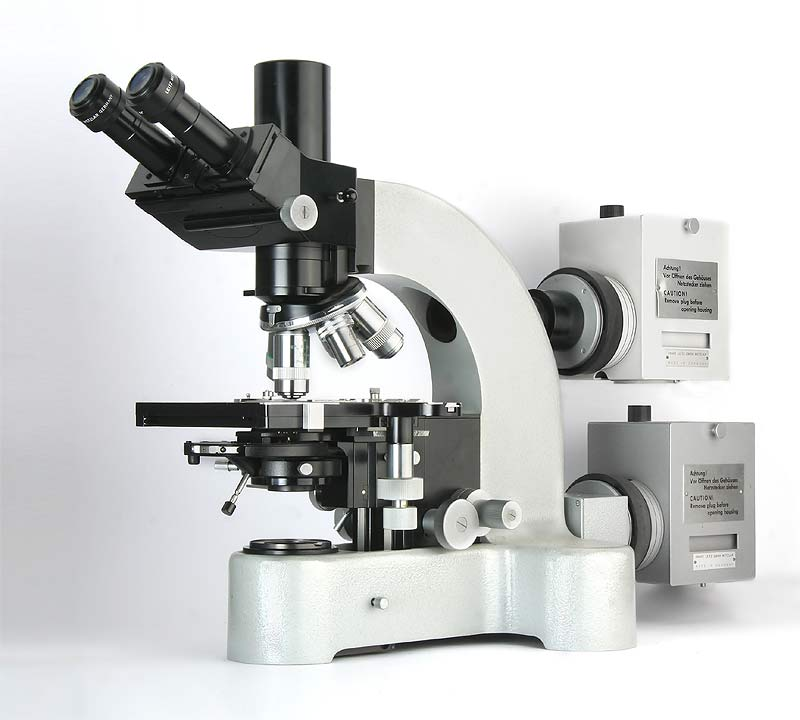
Ortholux 2

De Leitz Ortholux is een zeer bekend en veel verkocht model microscoop van de Duitse firma Ernst Leitz uit Wetzlar (inmiddels opgegaan in het Leica concern). Ontwikkeld in de jaren 30 van de twintigste eeuw, en vrijwel onveranderd en in grote aantallen geproduceerd tot in de jaren zeventig van diezelfde eeuw. De Ortholux is een klassiek staaltje van Duitse fijnmechanische instrumentbouw.
De Ortholux wordt ook wel aangeduid als "Ortholux I", omdat Leitz in de jaren zeventig de Ortholux II introduceerde als opvolger van de Ortholux. Van de Ortholux II zijn veel minder exemplaren geproduceerd en verkocht.
De Ortholux is relatief populair onder amateurmicroscopisten, mede omdat het een uitermate solide gebouwd instrument is met een zeer uitgebreid en tweedehands relatief goed verkrijgbaar scala aan uitbreidingsmogelijkheden en accessoires, zoals fasecontrast, donkerveld, epi en Interferenzkontrast.
Veel objectieven en condensors zijn uitwisselbaar met een ander bekend model van de firma Leitz, de Orthoplan.